# Phragmipedium lindenii
Phragmipedium lindenii är en orkidéart som först beskrevs av John Lindley, och fick sitt nu gällande namn av Robert Louis Dressler och Norris Hagan Williams. Phragmipedium lindenii ingår i släktet Phragmipedium och familjen orkidéer. Inga underarter finns listade i Catalogue of Life.

## Bildgalleri

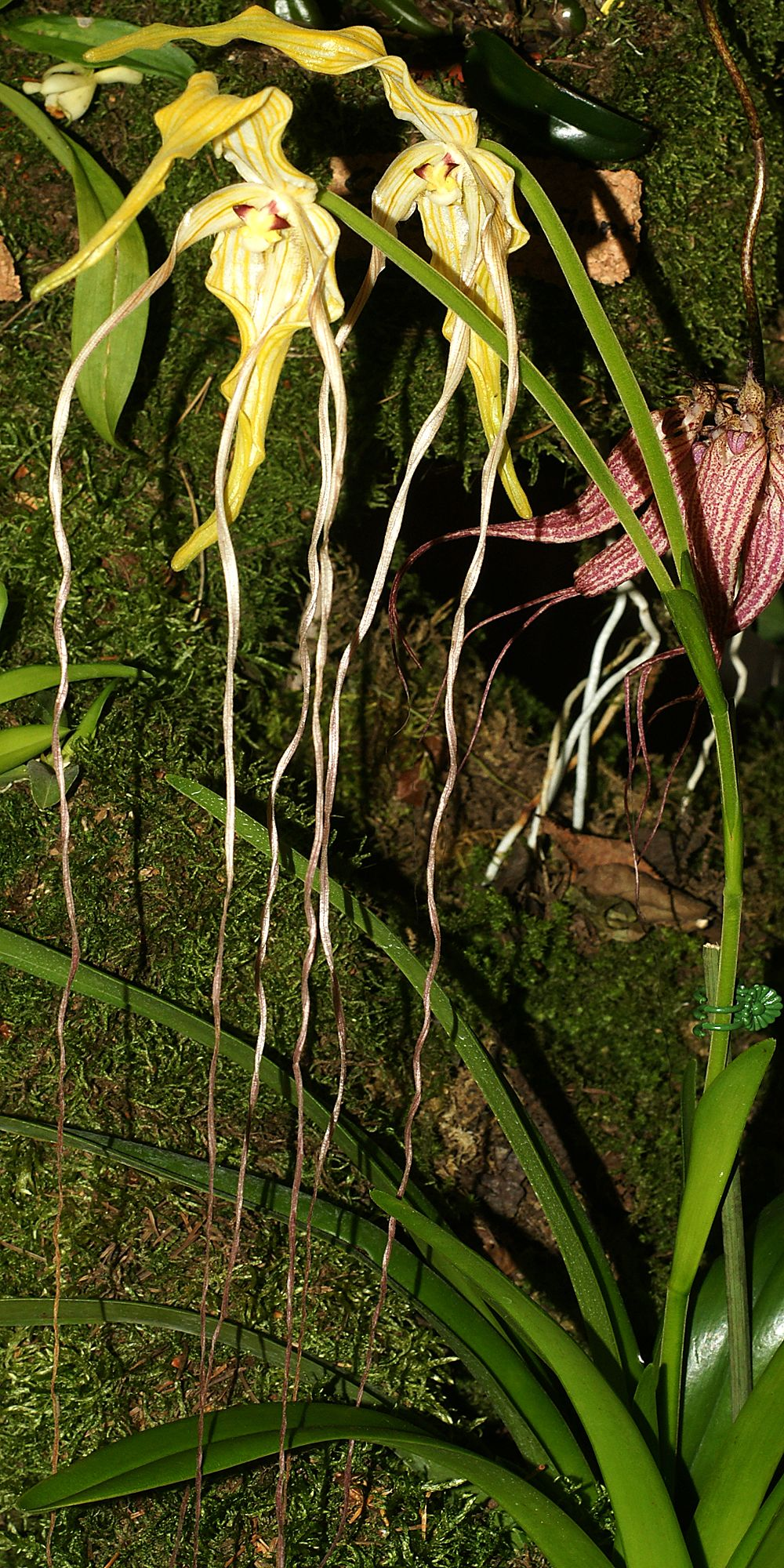
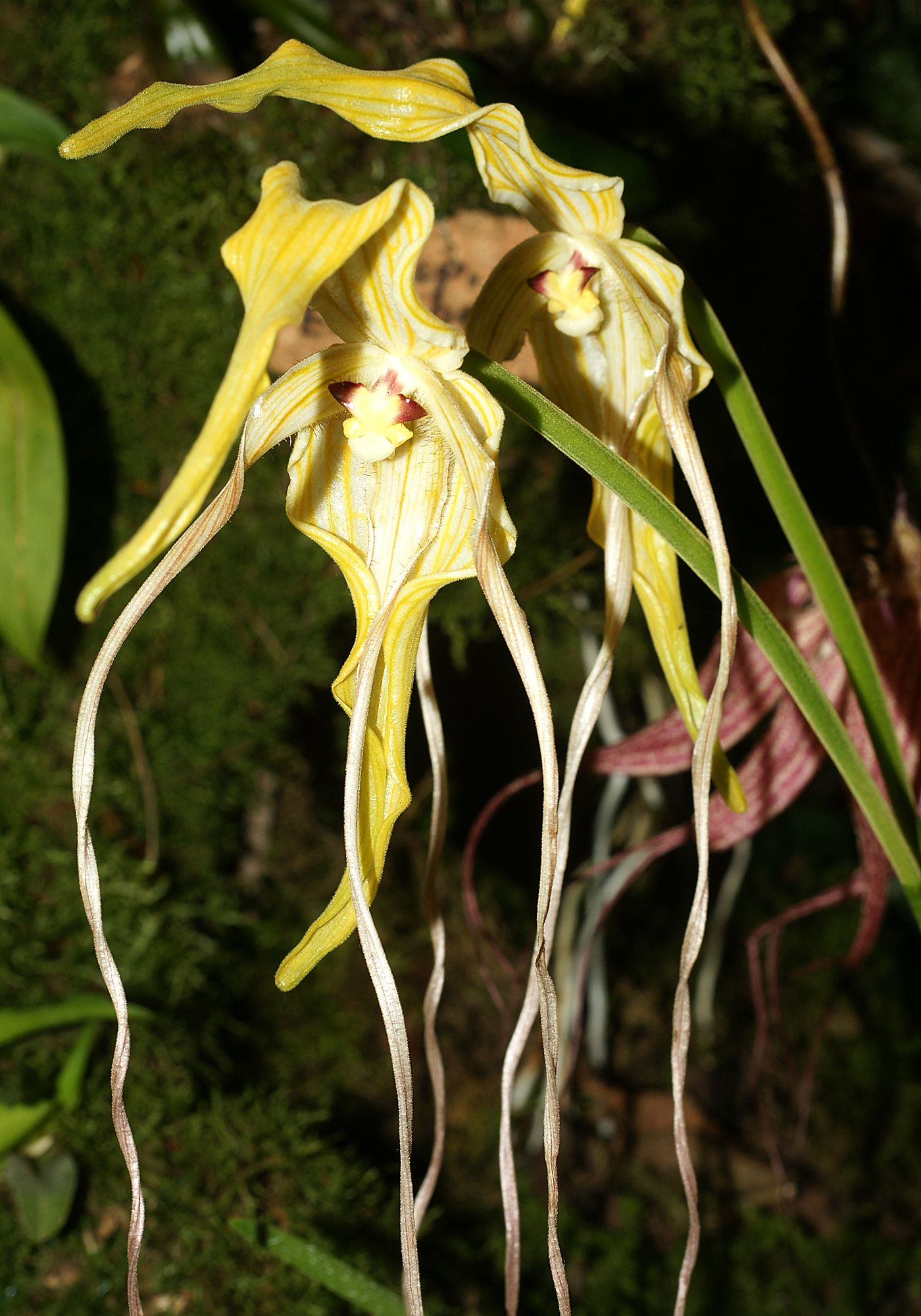